# El Maitén
El Maitén es una localidad argentina ubicada en el departamento Cushamen a orillas del río Chubut, y al noroeste de la provincia del mismo nombre, en la Patagonia andina. Fue en otros tiempos el punto intermedio más importante en el recorrido ferroviario del Viejo Expreso Patagónico entre las localidades de Ingeniero Jacobacci y Esquel.

## Toponimia
Debe su nombre a un árbol de la familia de las celastráceas y cuyas hojas dentadas sirven de alimento al ganado vacuno.

## Ubicación
Su casco urbano se encuentra a sólo 5 km al sur del Paralelo 42 Sur (límite interprovincial entre las jurisdicciones de Río Negro y Chubut), a 720 m s. n. m. Sus coordenadas son 42°3′ de latitud Sur y 71°10′ de longitud Oeste. Es atravesada de norte a sur por la traza de la ex RN 40, y a través de la cual se vincula a la ciudad de Esquel a 135 km hacia el sur, que es el centro urbano, turístico y comercial más importante del oeste chubutense. 
Las otras rutas para acceder a El Maitén son la RN 243 hacia El Bolsón y Bariloche en Río Negro, y las provinciales RP 4 y RP 71, que la vinculan con las localidades chubutenses de Cushamen y Epuyén respectivamente. La vía de comunicación más importante de la localidad  es la RP 70, más conocida como "el camino del Coihue", es la principal vía de acceso, ya que constituye el único camino asfaltado completamente y comunica con la Ruta 40. Además, posee un aeródromo.
En su radio cercano, El Maitén se encuentra 35 km al sur de Ñorquincó, a 55 km al este de El Bolsón, a 70 km al noroeste de la comuna rural de Cushamen, y a 30 km al noreste de Epuyén. De tal manera queda vinculada a las demás localidades de la zona que integran el grupo biprovincial de pueblos y parajes cordilleranos denominado Comarca andina del Paralelo 42.

## Población
Cuenta con 4422 habitantes (Indec, 2010), lo que representa un incremento del 18,2% frente a los 3782 habitantes (Indec, 2001) del censo anterior. La poblaciòn se compone de 2.168 varones y 2.254 mujeres, lo que resulta en un índice de masculinidad del 96.18%. Las viviendas pasaron de 1.010 a 1.600.
En el censo 2022 la localidad aminoró su ritmo de crecimiento con 4814 habitantes y 2131 viviendas.
| Gráfica de evolución demográfica de El Maitén entre 1991 y 2022 |
|                                                                 |
| Fuente: Censos nacionales del INDEC                             |

## Geografía y clima
El pueblo de El Maitén se encuentra asentado sobre la margen derecha del río Chubut. El valle de este río es de origen glaciar, y en esta región corre de norte a sur enmarcado entre las primeras estribaciones de los Andes patagónicos por el oeste, y las antiguas formaciones de los Patagónides al este. De tal manera la topografía del lugar es netamente montañosa, pero de bajas elevaciones, que en ningún caso superan los 2000 m s. n. m.
Esta región geográfica constituye un claro ejemplo de la transición entre las zonas cordilleranas húmedas de los bosques andinos al oeste, y las características estepas más áridas de la zona patagónica central. En el ecotono cordillerano de El Maitén puede encontrarse de manera creciente hacia el oeste la vegetación nativa típica de las regiones más húmedas, tales como el Ciprés de la Cordillera (Austrocedrus chilensis), el Coihue (Nothofagus dombeyi), el Ñire (Nothofagus antarctica), y sobre las alturas superiores a los 1000 m s. n. m. la Lenga (Nothofagus pumilio). Asimismo existe gran cantidad de especies arbustivas nativas y exóticas, como así también forestaciones implantadas de pinos de diversas variedades, en tanto que hacia el este predominan las especies xerófilas habituales de la meseta.
El clima puede definirse como semiestepario, con estación húmeda invernal, en la que ocasionalmente se producen fuertes nevadas y la mayor parte de las precipitaciones anuales, que oscilan entre los 300 y 500 mm.
| Parámetros climáticos promedio de El Maitén           | Parámetros climáticos promedio de El Maitén | Parámetros climáticos promedio de El Maitén | Parámetros climáticos promedio de El Maitén | Parámetros climáticos promedio de El Maitén | Parámetros climáticos promedio de El Maitén | Parámetros climáticos promedio de El Maitén | Parámetros climáticos promedio de El Maitén | Parámetros climáticos promedio de El Maitén | Parámetros climáticos promedio de El Maitén | Parámetros climáticos promedio de El Maitén | Parámetros climáticos promedio de El Maitén | Parámetros climáticos promedio de El Maitén | Parámetros climáticos promedio de El Maitén |
| Mes                                                   | Ene.                                        | Feb.                                        | Mar.                                        | Abr.                                        | May.                                        | Jun.                                        | Jul.                                        | Ago.                                        | Sep.                                        | Oct.                                        | Nov.                                        | Dic.                                        | Anual                                       |
| ----------------------------------------------------- | ------------------------------------------- | ------------------------------------------- | ------------------------------------------- | ------------------------------------------- | ------------------------------------------- | ------------------------------------------- | ------------------------------------------- | ------------------------------------------- | ------------------------------------------- | ------------------------------------------- | ------------------------------------------- | ------------------------------------------- | ------------------------------------------- |
| Temp. máx. abs. (°C)                                  | 33.7                                        | 34.4                                        | 32.2                                        | 26.1                                        | 21.6                                        | 17.7                                        | 16.6                                        | 19.7                                        | 22.6                                        | 26.8                                        | 29.9                                        | 33.6                                        | 34.4                                        |
| Temp. máx. media (°C)                                 | 23.5                                        | 22.9                                        | 20.6                                        | 15.9                                        | 11.4                                        | 8.6                                         | 7.6                                         | 9.0                                         | 12.5                                        | 15.2                                        | 17.6                                        | 20.5                                        | 15.4                                        |
| Temp. media (°C)                                      | 15.4                                        | 14.7                                        | 12.5                                        | 8.9                                         | 6.0                                         | 4.1                                         | 3.1                                         | 4.1                                         | 6.3                                         | 8.4                                         | 10.7                                        | 13.2                                        | 9                                           |
| Temp. mín. media (°C)                                 | 7.3                                         | 6.5                                         | 4.4                                         | 2.0                                         | 0.6                                         | -0.4                                        | -1.3                                        | -0.7                                        | 0.2                                         | 1.6                                         | 3.9                                         | 5.9                                         | 2.5                                         |
| Temp. mín. abs. (°C)                                  | -1.6                                        | -1.8                                        | -5.0                                        | -8.1                                        | -12.4                                       | -12.7                                       | -19.9                                       | -12.0                                       | -8.6                                        | -7.6                                        | -5.2                                        | -5.0                                        | -19.9                                       |
| Lluvias (mm)                                          | 17.9                                        | 18.1                                        | 20.5                                        | 47.7                                        | 86.6                                        | 99.4                                        | 109.6                                       | 106.2                                       | 38.8                                        | 29.4                                        | 28.7                                        | 40.9                                        | 606.0                                       |
| Humedad relativa (%)                                  | 47.3                                        | 50.3                                        | 54.5                                        | 63.5                                        | 68.7                                        | 70.6                                        | 71.5                                        | 67.8                                        | 60.5                                        | 53.6                                        | 50.8                                        | 49.9                                        | 59.4                                        |
| Fuente: Instituto Nacional de Tecnología Agropecuaria |                                             |                                             |                                             |                                             |                                             |                                             |                                             |                                             |                                             |                                             |                                             |                                             |                                             |

## Historia y economía

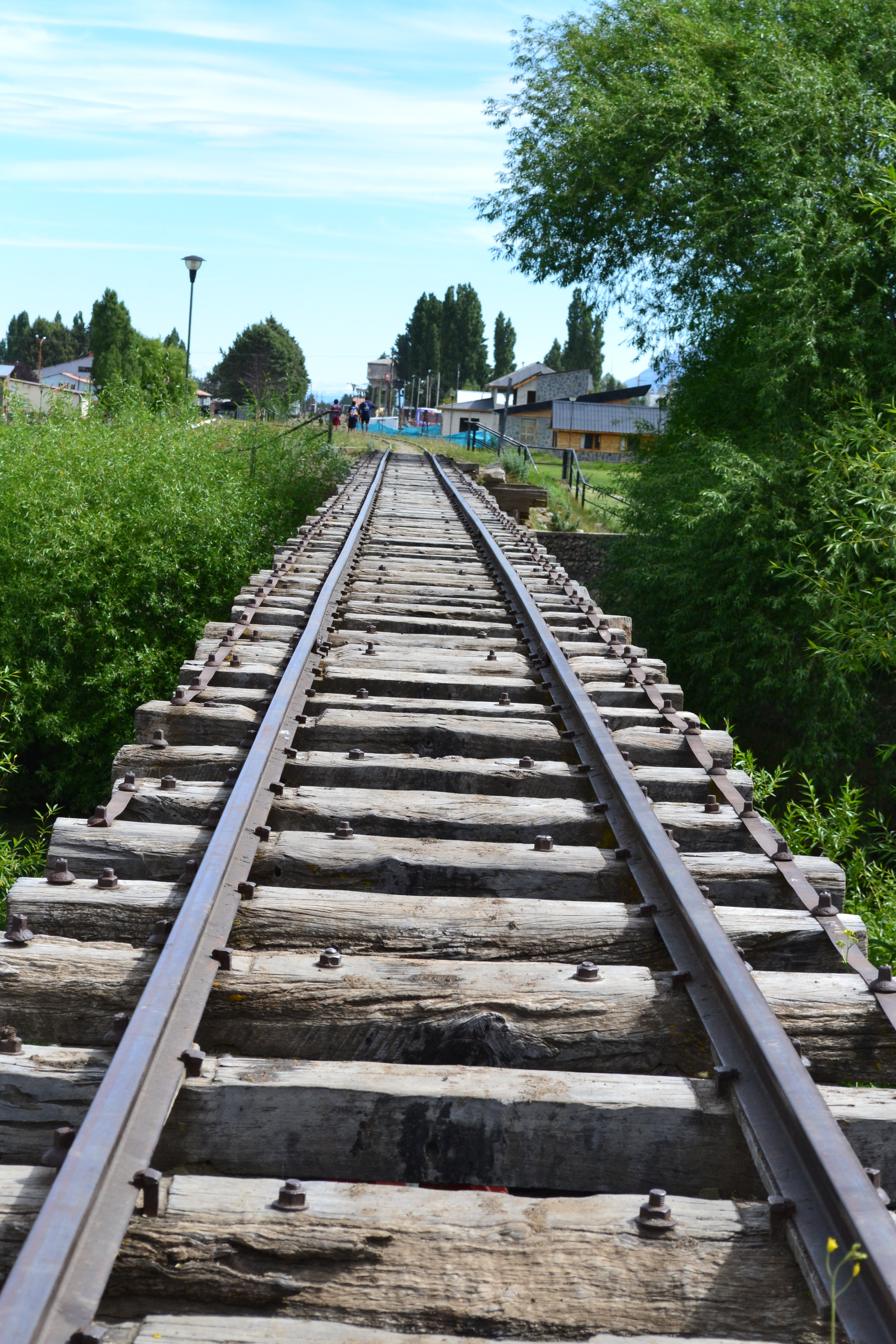
Vías de La Trochita en la localidad

Los primeros habitantes no originarios llegaron a la región a fines del siglo XIX, coincidiendo con el arribo de la compañía británica The Argentine Southern Land Company Limited, cuyas tareas de alambrado también alcanzaron a otros pueblos cercanos como Leleque, Lepa y Esquel.
Tras un aletargado pasado netamente pastoril y rural, el desarrollo urbano y regional de El Maitén ha estado significativamente relacionado con la llegada del Ferrocarril General Roca a la zona en el año 1939, obras que continuaron hasta la ciudad de Esquel. Dicho ramal se inauguró oficialmente en el año 1945, y El Maitén fue la sede elegida para localizar sus talleres y depósito de locomotoras. Esto le significó al pueblo una fuerte reconversión hacia su nuevo perfil ferroviario, desarrollo que duró hasta la década del 70, época en que los ferrocarriles argentinos ingresaron en un período de progresiva decadencia.
El punto de máxima depresión económica y social de El Maitén se produjo durante la presidencia del Dr. Carlos Menem, debido a una fuerte política de desmantelamiento ferroviario implementada por el gobierno nacional a partir del año 1992. Como consecuencia de ello en 1993 dejó de funcionar este ramal, con lo cual todas las localidades y parajes que enlazaba el mismo ingresaron en un período de dramática recesión, despoblamiento y abandono.
Ante la situación extrema de crisis social y económica, en el año 1995 los gobiernos provinciales de Río Negro y Chubut retomaron a su cargo la operación conjunta y mantenimiento del ferrocarril entre Ingeniero Jacobacci y Esquel, con lo cual se volvió parcialmente a la actividad del mismo, aunque con marcadas interrupciones y desinteligencias entre ambas administraciones.
En la actualidad únicamente se encuentra activo el tramo ferroviario que circula en forma aislada dentro de la provincia del Chubut, entre El Maitén por el norte, y la punta de rieles de Esquel al sur, principalmente con fines turísticos. Una vez por año se realiza en El Maitén la "Fiesta nacional del tren a vapor", intentando impulsar una nueva reconversión de la cuasi abandonada actividad ferroviaria, aprovechando el gran atractivo turístico que representa este antiguo ferrocarril a vapor, que con gran precariedad permanece aún operativo.
Además de la actividad ferroviaria que define su perfil más característico, actualmente El Maitén también presenta otros rubros de consideración para su economía de marcado sostenimiento estatal. Cuenta con una población de aproximadamente 4000 habitantes, de los cuales un 20% trabaja como personal municipal en diversos servicios de mantenimiento urbano, un 30% son desocupados subsidiados y beneficiarios de la asistencia pública, el 20 % se dedica a la actividad privada y el 30% restante a la prestación de otros servicios públicos, como por ejemplo, la cooperativa eléctrica, el hospital, fuerzas de seguridad, escuelas, red de gas natural, una delegación bancaria y la oficina del juzgado.
En temporada de plantación y cosecha de frutilla, esquila de lana, y ocasionalmente cuando se ejecutan tareas propias de los emprendimientos forestales de pinos implantados, suele aumentar levemente el grado de ocupación de la población económicamente activa.
Otro aspecto interesante en cuanto a la considerable influencia económica que tiene en toda la zona de El Maitén y Leleque, ha sido las sucesivas compras y actual explotación rural lanera de grandes superficies de tierras por parte del grupo empresario italiano Benetton, poseedores en usufructo y propiedad de casi un millón de hectáreas patagónicas. Es de hacer notar que algunas de estas tierras se encuentran en conflicto y son reclamadas por comunidades ancestrales de la etnia mapuche, quienes se han visto históricamente despojados de sus lugares originarios.

## Instituciones y servicios
La localidad cuenta con las siguientes instituciones educativas: escuela primaria provincial n.° 22, escuela de educación especial n.° 530, escuela secundaria n.° 726, escuela secundaria con orientación agraria 7719, instituto de educación superior 804. También posee una biblioteca popular, un hospital subzonal, comisaría y cuartel de bomberos.

## Medios de Comunicación
- Radios FM: (3)
  - 91.1 MHz - Integración - Radio 3 Cadena Patagonia (Trelew)
  - 91.5 MHz - Radio Esfera
  - 100.3 MHz Fm Impacto
  - 102.5 Fm Viejo Expreso

## Parroquias de la Iglesia católica en El Maitén
| Prelatura territorial | Esquel                |
| --------------------- | --------------------- |
| Parroquia             | San Francisco de Asís |

## En la cultura popular
El pueblo y su característico tren La Trochita son mencionados en el libro de crónicas The Old Patagonian Express (1979) del escritor estadounidense Paul Theroux, circunstancia que para muchos ha influido en la llegada de turistas extranjeros.